# Klout

Logo

Klout était un site web couplé avec une application pour smartphones, qui prend en compte l'activité sur les médias sociaux pour classer ses utilisateurs en fonction de leur influence sociale en ligne. Le site attribue à chaque utilisateur un score qui est une note entre 1 et 100. Pour déterminer cette note, Klout mesure l'importance du réseau social de l'utilisateur en quantifiant le niveau de l'activité des internautes (l'activité mesurée porte notamment sur les actions suivantes : « retweet », « mention », « like » et dépôt d'un commentaire) autour du contenu produit par l'utilisateur évalué.

## Vue d'ensemble de l'application
Klout utilise les données issues de Twitter, Facebook, Google+, LinkedIn, Foursquare, Wikipédia, et Instagram pour créer le profil de chaque utilisateur. Le site web assigne à cet utilisateur un score unique désigné « score Klout ». Le score obtenu est proportionnel à l'influence sociale en ligne de l'utilisateur. Tous les utilisateurs de Twitter se voient attribuer un score Klout par défaut, qu'ils aient souscrit ou non au service de Klout. Tout utilisateur qui a souscrit au service Klout peut, en complément, agréger les données issues de plusieurs réseaux sociaux, ce qui influence son score Klout.

## Pondération du score Klout
Le score Klout est élaboré autour de trois mesures spécifiques: la « portée réelle », la valeur d' « amplification » et l' « impact sur le réseau ». La « portée réelle » est basée sur la taille de l'audience qui s'engage activement autour du contenu posté par l'utilisateur évalué. La valeur d' « amplification » se rapporte à la probabilité que les messages vont générer des interactions. L' « impact sur le réseau » reflète l'influence de l'audience interagissant avec le contenu posté par l'utilisateur évalué.

## La société Klout
La société Klout, créée en 2008, est basée en Californie aux États-Unis. Elle emploie 69 personnes.   
En mars 2014, la société est rachetée par Lithium Technologies, entreprise spécialisée dans le CRM et la gestion de médias sociaux. Le magazine Fortune a estimé l'acquisition à près de 200 millions de dollars.
Le 10 mai 2018, la société Lithium annonce la fermeture du service le 25 mai 2018, soit le jour de la mise en place du RGPD, alimentant les spéculations sur la revente de données personnelles. À partir de la fin de l'année 2018, la société est remplacée désormais par la plateforme Skorr, conservant toujours la logique du calcul d'un score d'influence personnelle sur les réseaux sociaux.